# Sindre Bjørnestad Skar
Sindre Bjørnstad Skar, né le 22 janvier 1992, est un fondeur norvégien, spécialiste du sprint. Il finit notamment troisième du classement des sprints lors de la saison 2016-2017 de Coupe du monde.

## Biographie
Membre du club Bærums Verk IF, Sindre Bjørnstad Skar connaît sa première expérience internationale au Festival olympique de la jeunesse européenne 2009, à Szczyrk, où il remporte le 7,5 kilomètres classique. Il prend part à sa première épreuve de Coupe du monde en février 2011. Il remporte lors de ses participations aux Championnats du monde junior six médailles dont deux titres. Auteur d'un top 10 en février 2013 au sprint libre de Lahti, c'est deux ans plus tard, qu'il monte sur son premier podium en Coupe du monde au même lieu et sur le même format. En 2015, il est médaillé d'argent du sprint aux Championnats du monde des moins de 23 ans à Almaty.
En janvier 2017, il s'impose sur le sprint libre de Dobbiaco à la photo-finish devant Simeon Hamilton, l'aidant de finir troisième de la Coupe du monde de sprint pour cette saison. Lors des Championnats du monde à Lahti, pour sa première sélection majeure, il arrive treizième du sprint (1/4 de finale).
Lors de la saison 2017-2018, il est sans réussite dans les sprints en Coupe du monde, mais s'illustre sur le Tour de ski, terminant deuxième du quinze kilomètres libre avec départ en masse, dominé au sprint par Emil Iversen à l'issue d'un parcours plutôt plat.
Il gagne de nouveau dans la Coupe du monde en 2019 à Dresde en sprint individuel et par équipes avec Erik Valnes. Cet hiver, il est aussi septième du sprint aux Championnats du monde à Seefeld. Il montre également ses aptitudes dans les courses à étapes, finissant notamment neuvième des Finales à Québec, ce qui l'aide à établir son meilleur classement général avec le onzième rang.
En 2020, son meilleur résultat est deuxième du sprint à Dresde.

## Palmarès

### Championnats du monde
| Épreuve / Édition     | Sprint | Sprint                           | 15 km                            | 15 km     | Skiathlon 2 × 15 km | 50 km | Relais | Relais    |
| Épreuve / Édition     | libre  | classique                        | libre                            | classique | Skiathlon 2 × 15 km | 50 km | Sprint | 4 × 10 km |
| Mondiaux 2017 Lahti   | 13e    | Épreuve inexistante à cette date | Épreuve inexistante à cette date | —         | —                   | —     | —      | —         |
| Mondiaux 2019 Seefeld | 7e     | Épreuve inexistante à cette date | Épreuve inexistante à cette date | —         | —                   | —     | —      | —         |

Légende :
- : pas d'épreuve
- — : n'a pas participé à l'épreuve

### Coupe du monde
- Meilleur classement général : 11e en 2019.
- Meilleur classement en sprint : 3e en 2017.
- 8 podiums en épreuves individuelles : 2 victoires, 2 deuxièmes places et 4 troisièmes places.
- 5 podiums en sprint par équipes : 2 victoires, 2 deuxièmes places et 1 troisième place.
- 4 podiums d'étapes dans des tours : 2 deuxièmes places et 2 troisièmes places.

#### Détail des victoires individuelles
| Épreuve / Édition | Sprint   | Sprint    |
| Épreuve / Édition | libre    | classique |
| 2016-17           | Dobbiaco |           |
| 2018-19           | Dresde   |           |

#### Classements détaillés
| Saison / Épreuve | Saison / Épreuve | Général | Général | Distance | Distance | Sprint | Sprint |
| Saison / Épreuve | Saison / Épreuve | Class.  | Points  | Class.   | Points   | Class. | Points |
| ---------------- | ---------------- | ------- | ------- | -------- | -------- | ------ | ------ |
| 2011             | 2011             | 169e    | 3       |          |          | 107e   | 3      |
| 2013             | 2013             | 111e    | 26      |          |          | 61e    | 26     |
| 2014             | 2014             | 107e    | 32      | 104e     | 3        | 58e    | 29     |
| 2015             | 2015             | 56e     | 112     |          |          | 19e    | 112    |
| 2016             | 2016             | 55e     | 113     |          |          | 21e    | 113    |
| 2017             | 2017             | 16e     | 490     | 54e      | 52       | 3e     | 338    |
| 2018             | 2018             | 29e     | 250     | 56e      | 78       | 11e    | 164    |
| 2019             | 2019             | 11e     | 620     | 33e      | 102      | 4e     | 444    |
| 2020             | 2020             | 24e     | 347     | 48e      | 56       | 10e    | 261    |
| 2021             | 2021             | 40e     | 161     | 52e      | 44       | 25e    | 69     |

### Championnats du monde junior
Lors de ses deux participtions aux Championnats du monde junior en 2011 et 2012, il rencontre du succès à la fois en individuel dont un titre sur le dix kilomètres libre en 2011 et trois médailles en 2012 et en relais dont un titre en 2011.
| Épreuve / Édition     | Sprint            | Sprint    | 10 km         | 10 km              | Poursuite / Skiathlon 2 × 10 km | Relais             |
| Épreuve / Édition     | libre             | classique | libre         | classique          | Poursuite / Skiathlon 2 × 10 km | Relais             |
| Mondiaux 2011 Otepää  |                   | 10e       | Médaille d'or |                    | 14e                             | Médaille d'or      |
| Mondiaux 2012 Erzurum | Médaille d'argent |           |               | Médaille de bronze | Médaille de bronze              | Médaille de bronze |

### Championnats du monde des moins de 23 ans
En 2015, à Almaty, il est médaillé d'argent en sprint classique.

### Festival olympique de la jeunesse européenne
- Szczyrk 2009 :
  -  Médaille d'or sur le 7,5 kilomètres classique.
  -  Médaille d'argent du sprint libre.

### Coupe de Scandinavie
- 3e du classement général en 2015.
- 10 podiums, dont 5 victoires.